# Gregory Woolley
Pour les articles homonymes, voir Woolley.
Gregory Woolley, né le 26 février 1972 à Port-au-Prince (Haïti) et mort assassiné le 17 novembre 2023 à Saint-Jean-sur-Richelieu (Québec),, est un criminel québécois d'origine haïtienne. Il est une figure marquante du crime organisé de Montréal.
Il fonde en 1998 un gang de rue nommé le Syndicate, premier gang de rue montréalais proche des Hells Angels. Décrit comme le « parrain des gangs de rue », il est un dirigeant du crime organisé des plus influents à Montréal. Woolley est d'ailleurs le seul Noir à avoir été officiellement inclus dans l'organisation des Hells Angels, à l'époque où il est devenu membre de leur défunt club-école « Les Rockers » en 1998.

## Carrière criminelle
Originaire de Port-au-Prince, la capitale d'Haïti, Gregory Woolley porte les couleurs des Rockers, ce redoutable club-école des Hells Angels, parrainé par Maurice 'Mom' Boucher. Il débute avec les Hells Angels alors qu'il est encore membre d'un gang de rue de l'est de Montréal, « les Master B ».
En 1998, avec d'autres motards, Gregory Woolley est acquitté du meurtre d'un petit revendeur de drogue des Rock Machine. La clique des Syndicate est formée à la même époque sur recommandation de Mom Boucher. Le Syndicate regroupe des criminels d'origine haïtienne afin d'accroître le commerce de trafic de stupéfiants au sein de cette communauté et dans certains secteurs de la ville de Montréal, tout en contribuant à l'effort de guerre dans la lutte que se livrent les motards.

### Arrestation
En 2015, Gregory Woolley, quelques membres du Syndicate, deux têtes dirigeantes de la mafia montréalaise ainsi que quelques motards liés aux Hells, sont arrêtés par la Sûreté du Québec dans le cadre de l'opération Magot-Mastiff,.
Selon les enquêteurs de la Sûreté, Gregory Woolley joue un grand rôle dans une alliance d'affaires entre les Hells Angels, la mafia italienne et des gangs de rue afin d'avoir le contrôle total du marché des stupéfiants dans la grande région de Montréal.
Derrière les barreaux depuis novembre 2015, Gregory Woolley est reconnu coupable de complot, trafic de drogue et gangstérisme le 26 octobre 2018, et doit purger une peine de huit années d'incarcération à la prison de Bordeaux. Le 24 avril 2019, Gregory Wooley plaide coupable pour deux chefs d'accusation de possession de méthamphétamine et de marijuana. Une peine d'un mois de détention s'ajoute à celle qu’il purge alors. Il est libéré sous de strictes conditions en novembre 2020.

## Assassinat
Le 17 novembre 2023, alors qu'il est dans le stationnement d'un centre d'achat à Saint-Jean-sur-Richelieu avec son épouse et leur enfant nourrisson, Gregory Woolley est tué par balle, à l'âge de 51 ans.